# وائویلرس، هوت سن
وائویلرس، هوت سن (به فرانسوی: Vauvillers, Haute-Saône) یک کمون در فرانسه است که در Canton of Vauvillers واقع شده‌است.

## خصوصیات
وائویلرس ۹٫۵۰ کیلومترمربع مساحت و ۷۱۴ نفر جمعیت دارد.